# جولييت باركر
جولييت باركر (بالإنجليزية: Juliet Barker)‏ هي مؤرخة وأمينة مكتبة وكاتِبة بريطانية، ولدت في 1958 في يوركشاير في المملكة المتحدة.